# Shannonomyia (Shannonomyia) kuscheli
Shannonomyia (Shannonomyia) kuscheli is een tweevleugelige uit de familie steltmuggen (Limoniidae). De soort komt voor in het Neotropisch gebied.